# 卡巴星
拿督斯里卡巴星（馬來語：Dato Seri Karpal Singh；1940年6月28日—2014年4月17日），马来西亚政治人物、律师，出生于槟城乔治市，有“日落洞之虎”的绰号。他是马来西亚具知名度的律师，接手许多惹人注目的案件，包括對外国公民的贩毒指控。卡巴星是死刑的坚决反对者，尤其是有关於贩毒罪行。他于2014年4月17日因車禍去世。在去世六年后被追授拿督斯里乌达玛头衔。

## 生平
卡巴星生于槟城乔治敦，是牧民Ram Singh Deo的儿子。卡巴星就读于圣泽维尔学院（又名圣芳济国民中学 ），并在新加坡国立大学获得法学学士学位，在读期间曾任学生会主席。在大学期间，他因抗议大学决定对即将到来的学生颁发政治适用证书而被禁止入宿舍。卡巴星花了七年的时间毕业，也担承自己非常“很顽皮”并且时常翘课。本科课程大考成绩不及格后，院长让他坐在班级的最前面，因此他再也无法吊儿郎当，终于在本科所有的课程测验中及格。
1978年至1999年，卡巴星擔任馬來西亞槟城州日落洞国会议员；2004年至2014年，他出任槟城州武吉牛汝莪国会议员；在2004年接任林吉祥成為行动党全国主席。
2005年，一起车祸導致卡巴星必須使用轮椅代步，并影響他右臂神经的运动，他仍继续他的法律和政治生涯。至2014年4月17日，卡巴星因車禍去世。

## 荣誉
- 檳城
  -  槟城护国乌达玛勋章（DUPN）—拿督斯里乌达玛（2020追封）[2][3]